# Serge Koolenn
Serge Koolenn est un musicien, auteur-compositeur et chanteur français né le 15 avril 1947 à La Garenne-Colombes en France et mort le 28 avril 2015 à Molières-sur-Cèze dans le Gard, connu principalement pour avoir été le guitariste et parolier du groupe pop français Il était une fois et le compagnon de la chanteuse du groupe, Joëlle Mogensen, de 1969 à 1979. Après la disparition du groupe, il publie six enregistrements en solo.

## Biographie
Serge Pierre Koolen naît le 15 avril 1947 au 1, rue Louis-Blanc à La Garenne-Colombes.

### Les Peatles (1963-1967)
À l'automne 1963, à la Maison des jeunes de Colombes (Hauts-de-Seine), Serge Koolenn (guitare, chant) crée avec Richard Riton Dewitte (batterie, chant) et Jacky Guérard (piano), bientôt rejoints par Henri Riquet Séré (basse, chant), un groupe de rock 'n' roll reprenant les chansons et la dégaine des Beatles. Ils se baptisent, parodiquement, les New Peatles puis les Peatles, en 1964 les Peetles francisé finalement en Piteuls. Cette même année, ils remportent le concours de rock de Radio Luxembourg et le prix du meilleur groupe de rock français des maisons de jeunes à Courbevoie (Hauts-de-Seine).
En 1964, Jean-Pierre Demetri (guitariste) remplace Jacky Guérard. En 1965, pour accompagner Charles Trenet, ils deviennent un quintet avec le renfort de Jean-Jacques Kravetz (claviers, saxophone).
Ils deviennent les chouchous du Golf Drouot et accompagnent la rockeuse Evy en première partie des Kinks puis des Rolling Stones à l'Olympia en 1966.
Se trouvant dans l'impossibilité d'enregistrer un disque sous le nom des Peatles, ils adoptent d'autre noms comme expédients :
- le Bain Didonc (nom suggéré par Charles Trenet), pour enregistrer en 1966 un 45 tours avec comme titres-phare Marcelle, Quatre cheveux dans le vent ;
- les Corsaires, pour accompagner en tournée Trenet qui les a engagés (en 1966) ;
- Pierre, Paul ou Jacques, pour enregistrer en 1967 un 45 tours avec Je suis Turc, Ta culotte Charlotte, ainsi que Renaud la guerre (cadeau de Charles Trenet qu'ils rencontrent à la télévision en 1965) ;
- les Papyvores, pour enregistrer en 1967 un 45 tours avec Le Papyvore ;
- Buddy Badge Montezuma And His Long Smoke Dreamers pour publier en 1967 la version chantée en anglais du précédent (deux pseudos imaginés par leur directeur artistique Richard Bennett) ;
- une reprise en 1967 du succès de l'été A Whiter shade of pale de Procol Harum, publiée successivement sous les noms de Pro Cromagnum (Sapiens Procuularum), Procro Magnum, et en 1968 New Chapel Choir pour le Japon[2].

### Les Jelly Roll (1967-1969)
Avec l'arrivée en 1967 de l'ancien chanteur des Rockers, Jacques Mercier (chant, guitare) et Christian Burguière (claviers) en replacement de JP Demetri et JJ Kravetz, le groupe devient les Jelly Roll, pour publier en 1968 un hommage à Otis Redding, Je travaille à la caisse (adaptation en français par Richard Dewitte de Try A Little Tenderness), ainsi qu'une reprise de Nights in white satin des Moody Blues.
En 1969, Jacques Mercier et Christian Burguière quittent le groupe remplacés par Patrick Beauvarlet (guitare, chant) et un ancien membre des Jets, Henri Boutin (claviers, guitare, chant). C'est cette dernière formation qui accompagnera Michel Polnareff sur scène.

### Serge et Joëlle (1969-1971)
En 1969, Serge Koolenn, alors guitariste de tournée de Michel Polnareff, rencontre, à la terrasse d'un café à Saint-Tropez, Joëlle Mogensen. Elle sera sa compagne neuf ans durant et la voix du groupe Il était une fois, de 1971 à 1979.
Avant même la création du groupe, Serge et Joëlle sortent un tout premier simple – Sonne, carillonne – où ils chantent en duo, mais le disque reste confidentiel.

### Il était une fois (1971-1979)
En 1971, Serge Koolenn, avec ses « potes » de Colombes (Richard Dewitte (ex-Piteuls), Lionel Gaillardin, Bruno Walter, Christian Burguière (ex-Jelly Roll), rejoints par Joëlle Mogensen, fonde le groupe Il était une fois. Bruno Walter et Christian Burguière seront remplacés en 1972 par deux ex-membres de Tony Catt & Les Triffids, Jean-Louis Dronne et Daniel Schnitzer. Ce dernier quitte le groupe en 1976 sans être remplacé, Lionel Gaillardin passant de la guitare à la basse. Le groupe connaît un formidable succès en 1975 avec le tube J'ai encore rêvé d'elle, dont Serge Koolenn a écrit les paroles sur la musique de Richard Dewitte.

### Après la séparation (1979-2015)
En 1978, avant même la séparation du groupe, Serge Koolenn enregistre l'album MEKS (acronyme formé des initiales du nom de chaque musicien) avec Jacques Mercier (ex Jelly Roll) et Riquet Séré (ex-Piteuls) rejoints par le batteur Gilbert Einaudi (ex-Jets).
L'éclatement du groupe en 1979 signe rapidement la fin de la carrière publique de chacun de ses membres : dans les années qui suivent, Serge Koolenn et Richard Dewitte sortent chacun quelques enregistrements puis tombent dans l'oubli tandis que la carrière solo de Joëlle Mogensen est interrompue brusquement, le 15 mai 1982, par sa mort à la suite d'un œdème pulmonaire.
Serge Koolenn publie quatre 45 tours et deux albums à l'aube des années 1980 (cf. infra rubrique En solo), signe pendant dix ans les paroles de nombreux titres pour le chanteur Dick Rivers puis se lance dans l'animation de spectacles pédagogiques pour les écoles.
Atteint d'un cancer, il fait le libre choix d'arrêter son traitement et meurt dans la nuit du 27 au 28 avril 2015, « serein » et « après avoir dit au revoir à tout le monde ».
Le 4 mai 2015, une cérémonie a eu lieu au crématorium de Saint-Martin-de-Valgalgues où il a été incinéré.

## Discographie (1966-2010)

### Les Piteuls
Musiciens : Serge Koolenn, Richard Riton Dewitte, Henri Riquet Séré, Jean-Pierre Demetri, Jean-Jacques Kravetz, Jacky Guérard
- Le Bain Didonc : Marcelle (Serge Koolenn) / Taré... Zon (Jean-Jacques Kravetz, Serge Koolenn) / Quatre cheveux dans le vent (Riquet Séré, Serge Koolenn) / Achetez notre disque (Serge Koolenn) 45 tours Riviera 231.177 (1966)
- Buddy "Badge" Montezuma And His Long Smoke Dreamers : Psychedelic Badge (Richard Bennett) / The Fire Badge (Richard Bennett) / Phone me (Richard Bennett) / Kiwi Badge (Richard Bennett) 45 tours Polydor 27 296 (1966)
- Les Papyvores : Le Papyvore (Richard Bennett) / Kiwi Badge (Richard Bennett, Moustache) / Le Psychédélique Badge (Richard Bennett, Moustache) / The Fire Badge (Richard Bennett, Moustache) 45 tours Polydor 27 309 (1967)
- Pierre, Paul ou Jacques : Renaud la Guerre (Charles Trenet)  / Je suis turc (Richard Bennett)  / Toi si belle (Guy Skornik, Richard Bennett)  / Ta culotte Charlotte (Richard Bennett) 45 tours Polydor 27 327 (1967)
- Pro Cromagnum (Sapiens) / Procuularum / Procro Magnum / New Chapel Choir : A Whiter Shade of Pale (Gary Brooker, Keith Reid) / Neurotic Saga (Richard Bennett) 45 tours Polydor 66 561 (1967)

### Les Jelly Roll
Musiciens : Serge Koolenn, Richard Dewitte, Henri Séré, Jacques Mercier, Christian Burguière, Henri Boutin, Patrick Beauvarlet
- Je travaille à la caisse (Try A Little Tenderness) (Harry Woods, James Campbell, Reginald Connelly, Richard Dewitte) / Sans toi (With Me Tonight) (Brian Wilson, Richard Dewitte) 45 tours Polydor 66 606 (1968)
- Ces maudits personnages (Guy Skornik) / Les Vérités de la police (1941) (Harry Nilsson, Richard Dewitte) 45 tours Polydor 66 634 (1968)
- Io lo chiamo amore (Marcello Marrocchi, Mimma Gaspari) / Nights in White Satin (Peter Knight, Justin Hayward) 45 tours Ariston AR/0258 (1968)

### Serge Koolen et Joëlle
- Sonne, carillonne (Serge Koolenn) / Je rêve (Serge Koolenn) (45 tours) EMI/Pathé C 006-11488 (1971)

### Il était une fois
Musiciens : Serge Koolenn, Richard Dewitte, Joëlle Mogensen, Lionel Gaillardin, Jean-Louis Dronne, Daniel Schnitzer, Christian Burguière, Bruno Walter

### M.E.K.S.
Musiciens : Serge Koolenn, Henri Séré, Jacques Mercier, Gilbert Einaudi, Henri Boutin
- 1978 : Mercier/Einaudi/Koolenn/Séré : Si on recommençait ? : Je travaille à la caisse (Harry Woods - James Campbell - Reginald Connelly - Richard Dewitte) / La Cornemuse (Hubert Ithier - Henri Boutin - Gilbert Einaudi) / Litanies (Michel Renard - Philippe Lhommet) / Voilà qu'il pleut (Serge Koolenn - Richard Dewitte) / Si on recommençait ? (Henri Séré - Gilbert Einaudi - Serge Koolenn) / La Vie belle (Serge Koolenn - Jacques Mercier) / Jane (Jean Allouis - Henri Séré) / Pour les filles que l'on a aimées/Travelling Love (Jean Allouis - Gilbert Einaudi) / Loin de chez moi (Serge Koolenn - Jacques Mercier) / Doux oiseaux de jeunesse revisités (Jean Allouis - Henri Séré) (33 tours) EMI/Pathé – 2C 070-14.679
- 1979 : Loin de chez moi (Serge Koolenn - Jacques Mercier) / La Vie belle (Serge Koolenn - Jacques Mercier) (45 tours) EMI/Pathé – 2C 008-14.717

### Solo
- 1980 : Filles à problèmes (Serge Koolenn - Paul-Jean Borowsky) / Le Train à l'envers (Serge Koolenn - Paul-Jean Borowsky) (45 tours), Carrère (réf. 49 615)
- 1980 : À cause de vous (Serge Koolenn - Paul-Jean Borowsky) / Quand je s'rai grand (Serge Koolenn - Paul-Jean Borowsky) (45 tours), Carrère (réf. 49.660)
- 1980 : Serge Koolenn : Filles à problèmes (S. Koolenn - P.-J. Borowsky) / À cause de vous (S. Koolenn - P.-J. Borowsky) / Halte à tout (S. Koolenn - P.-J. Borowsky) / Le blé germe Annie (S. Koolenn - P.-J. Borowsky) / Le Prénom de ma mère (S. Koolenn - P.-J. Borowsky) / Ta Katie t'a quitté (Boby Lapointe) / Le train à l'envers (S. Koolenn - P.-J. Borowsky) / De l'autre côté (S. Koolenn - P.-J. Borowsky) / Quand je serais grand (S. Koolenn - P.-J. Borowsky) / La Zone (S. Koolenn - P.-J. Borowsky) / T'es plus chez moi (S. Koolenn - P.-J. Borowsky) / C'est tout les gars (That's all folks) (Insrumental) (Alan Livingstone, Billy May) (33 tours), Carrère (réf. 67443)
- 1981 : Les P'tites Grenouilles (Serge Koolenn - Philippe Lhommet) / Les Femmes des autres (Serge Koolenn - Paul-Jean Borowsky) (45 tours), Carrère (réf. 49 820)
- 1981 : Paris Hollywood : J'ai rien vu (S. Koolenn - P. Lhommet) / Salle des pas perdus (S. Koolenn - P.-J. Borowsky) / Je peux redire je t'aime (S. Koolenn - P.-J. Borowsky) / Paris-Hollywood (S. Koolenn - Jacques Mercier) / Comment qui s'lovent (S. Koolenn - P.-J. Borowsky) / Les P'tites Grenouilles (S. Koolenn - P. Lhommet) / Qu'est-ce que tu comptes faire ? (S. Koolenn - P.-J. Borowsky) / Neige sur la rivière (S. Koolenn - J. Mercier) / Les Femmes des autres (S. Koolenn - P.-J. Borowsky) / Je m'excuse (S. Koolenn - P. Lhommet) / L'Amour brouillon (S. Koolenn - P.-J. Borowsky) / Elle casse le miroir (S. Koolenn - P. Lhommet) / Cerisiers roses et pommiers blancs (Folklore) (33 tours), Carrère (réf. 67 782)
- 1982 : Milliardaire (Serge Koolenn - Michel Héron) / Merci, mille fois merci (Serge Koolenn - Gérard Salesses) (45 tours), Carrere (réf. 50 011)

### Moby Dick
Musiciens: Serge Koolenn, Paul-Jean Borowsky, Alain Doudou Weiss, Jean-Étienne Agnel, Danièle Chadelaud
- 1986 : Vous n’aurez pas l’amour (Paul-Jean Borowsky - Maurice Valet - Serge Koolenn) / Hôtel de l’Eden (Paul-Jean Borowsky - Serge Koolenn) (45 tours), Tréma (réf. 410 380)

### Participation en tant qu'accompagnateur
- Evy : Quel merveilleux souvenir, Johnny (Ain’t That Loving You Baby ?) (Evy - Clyde Otis - Ivory Joe Hunter) / C’était mon frère (She Was My Baby) (Evy - Joy Byers) / Jeux interdits (Evy - Narciso Yepes) / Une question qui se pose (Questions I Can’t Answer) (Evy - Vic Blunt - Paula de Pores - Orena D. Fulmer - Ruth Stratchborneo) (accompagnée par Les Piteuls) (45 tours) Riviera - 231067 (1965)
- Jean-Louis Blèze : Faut pas pousser (Jean-Louis Blèze - Jean Ridez) / J’aime (Jean-Louis Blèze - Jean Ridez) / Les carottes sont cuites (Jean-Louis Blèze - Jean Ridez) / Middle night (Jean-Louis Blèze - Jean Ridez) (accompagné par Les Piteuls) (45 tours) Barclay - 70.816 M (1965)
- Henri Salvador : Quand faut y aller, faut y aller (Bernard Michel - Henri Salvador) (accompagné par Les Piteuls) (45 tours) Rigolo / Compagnie Européenne du Disque - RI 18.741 (1966)
- Violaine Pilzer : Cessez la guerre (Mya Simille - Guy Magenta - Violaine Pilzer) / Ma casquette (Mya Simille - Daniel  Faure - Violaine Pilzer) / J’ ai des problèmes décidément (Mya Simille - Daniel Faure - Violaine Pilzer) / Il n’a que des chansons (Jack Arel - Violaine Pilzer- Mya Simille) (accompagnée par Les Piteuls) (45 tours) Riviera - 231.199 (1966)
- Antonio Munda : La fille de mon coiffeur (Munda) / Quand je reviendrai (Munda) / Je t’aime bien (Munda) / C’est la paye (Munda) (accompagné par Les Piteuls) (45 tours) Polydor - 27284 (1967)
- Charlotte Leslie : Ça M'est Égal (Dany Delmin - Jimmy Walter) / Je Sais Ce Que Je Veux (Frank Gérald - Jimmy Walter) / Les Filles C’Est Fait… (We Got A Thing That's In The Groove) (Bob du Pac - Donald Storball - Jean-Loup Chauby) / La Vie D’une Fille (Born A Woman) (Martha Sharp - Pierre Saka) (accompagnée par Les Piteuls) (45 tours) Polydor – 27 307 (1967)
- Michel Polnareff : Musique de Rabelais (M. Polnareff) (musique composée pour le spectacle théâtral de Jean-Louis Barrault et interprétée par Les Jelly Roll) (45 tours) Disc'AZ - EP 127 (1969)
- Le Poing : Hard rock n' roll Live (Serge et Joëlle choristes) (33 tours) Carabine - 26222 (1972)
- Pascal Bacoux : Mandarine (Pascal Bacoux - Serge Koolenn) (Serge choriste) (33 tours) Disc'az – AZ/2 402 (1981)
- Jacqueline Taieb : Courage ! (Jacqueline Taieb - Perle Semla) (Serge choriste) (33 tours) Disques Adès – 18.002 (1981)

### Auteur, compositeur, adaptateur
- Dynastie Crisis : J'ai mal (45 tours) Disques Somethin' Else – 6061 032 (1970)
- Patrick Beauvarlet : Je t'aime (en duo avec Marie) / Julien, Juliette (en duo avec Marie) (45 tours) Pathé – 2 C 006-11006 (1970)
- Marie (Marie-France Dufour) : Au nom de la bière (enregistrement non commercialisé) (1970)
- Dieu Laisse-Moi T'Embrasser / Coucher D'Amour (45 tours) Pathé – 2 C 006-11018 (1970)
- L'Otage / Moi - Ma Maman (45 tours) Pathé – 2 C 004-13018 (1974)
- Si l'on s'aimait comme ils s'aiment dans les journaux / Dors (45 tours) Delta France B11018 (1975)
- Joëlle (Joëlle Choupay-Mogensen) : Le Trèfle à quatre feuilles  (45 tours) Pathé / EMI 2C006-12 214 (1972)
- Dick Rivers : Hey Mamy / Et si tu m'embrassais ? / Maman n'aime pas ma musique / Si elle te disait oui / Rock dans mon lit / Rock'n roll star (Je ne peux pas chanter sans guitare) (33 tours) Mouche MR 36800 (1974)
- Je cherche la ville du rock'n roll / Debout devant ma glace (45 tours) Mouche MR 46 802 (1976)
- Louisana Man / Jambalaya / Faire un pont / Ruby Baby / Demain je lui téléphone / Et toi tu t'endors / Crystal Bar / Je l'imagine / Colinda / L'Amour et le boogie woogie / C'est pas toujours drôle d'être routier / Elle s'appelait July / Fait ce qu'il te plait (33 tours) Mouche MR 36 802 (1976)
- Craque ! (en duo avec Cora) (45 tours) Mouche MR 46 808 (1977)
- J'ai pas tué, j'ai pas volé / C'est moi l'king / Je n'ai pas reconnu ma ville / Ne bois pas trop pour Noël / Pour toute la vie / Ton sourire / C'est dommage mais faut s'quitter (33 tours) Mouche MR 36 804 (1977)
- Je continue mon rock'n slow / La Fille au piano / Cabana Louisana (Viens dans ma cabane) / Je m'en vais sans vous / Ton buggy sans contrôle / Elle est folle / Roule pas sur le Rivers / Grandis pas / C'est ma dernière country music / Et ta photographie / J'aimerais tant frapper / Ca m'écœure (33 tours) Mouche MR 36 805 (1977)
- Sale Combine (Je cogne pour le rock) / L'Heure de Superman / Le Dernier de la classe / C'est dans l'journal / Y en a marre de ce western / J'ai pas la cote avec toi / Je t'ai reconnue / Radio Mirabelle / La Vie des poubelles / Cinq heures du mat' (33 tours) Mouche / Sonopresse (1979)
- Vingt deux les v'là / Trois Filles sur la terre (45 tours) Mouche / Sonopresse S008- 72036 (1980)
- Lucifer Rock / Débrouille-toi / À nous deux, on va s'en sortir / Arrête ton cirque / Tout tout d'suite / Pluie et Brouillard / Teddy Boy / T'avais pas besoin / Bonsoir tout l'monde (Le Bal des nazes) / Dame de cœur / Sortez-moi d'ce film / Laissez-nous le Golf Drouot (33 tours) Mouche / Carrère 67 625 (1980)
- Fortuna (45 tours) RCA PB 8794 (1982)
- Y m'faut la caisse / Besoin de vous / Cinderella / Rocky Scandale / La terre est blonde / Te fatigue pas / Sweedie Pie / Qu'il est long le chemin / Les Folles du rock'n roll / N'oublie pas tout  (33 tours) RCA PL 37 693 (1982)
- Interdit (CD Single) BMG – 74321582522 (1998)
- Eric Erday : Trente ans / Au creux de ton épaule (45 tours) Sonopresse ST 40217 (1976)
- Captain Jacques Mercier : La voilà ma vie (33 tours) Polydor 2393 305 (1981)
- Paul-Jean Borowsky : Si haut (33 tours) Mouche  / RCA PL 37476 (1981)
- Pascal Bacoux : Comédienne / Quelque chose qui brûle / Mandarine / Dors bien / On s'connaît pas / Des rues et des boulevards (33 tours) Disc' AZ 2 402 (1982)
- Jean Falissard : Deauville / Le Lièvre et la torture / Superboy (33 tours) CBS 85777 (1982)
- Patricia Clerget : Shangaï (45 tours) Pathé / EMI 2C008-72690 (1983)
- Annie Philippe : Attends encore un peu / Lire dans tes yeux (45 tours) AB Productions / Polygram / Abedition 881 967-7 (1985)
- Billy Bridge : Souvenirs  (45 tours) Athanor / Vogue 128 702 (1991)

### Producteur
- Chute Libre : Chute Libre' (33 tours) EMI -  2C066 14359 (1977)
- Chute Libre : Ali Bba (33 tours) EMI - 2C068 14522 (1978)
- Pascal Bacoux : Comédienne (33 tours) Disc'AZ – AZ/2 402 (1981)
- Paul-Jean Borowsky : Le Silence est d'or (33 tours) Mouche / RCA – PL 37476 (1981)
- Jean Falissard : Ultimatum (33 tours) CBS – 85777 (1982)
- Rock Trotters : Berry's Marmelade / When The Moon Went Down (45 tours) Serpenter - 132 003 (1984)

### Reprises
- Julien, Juliette : Marie (1970) inédit publié en 1994 : (CD) EMI France – 8278492
- Que fais-tu ce soir après dîner ? : Mario Cavallero, son orchestre et ses chanteurs (33 tours) Pop Hits – 30 PH 1809 (1973)
- Michaël Samson, son orchestre et ses chanteurs (33 tours) Vega – 16.293 A (1973)
- Ireen Sheer : Hast Du Heute Abend Etwas Vor ? (33 tours) Polydor – 2371 473 (1974)
- Les Filles du mercredi : The James First Band (33 tours) Music for Pleasure – 2M 046.13.103 (1973)
- C'était l'année dernière : Caravelli (33 tours) CBS – CBS 80543 (1974)
- J'ai encore rêvé d'elle : Caravelli (33 tours) CBS – CBS 81111 (1975)
- Franck Pourcel Grand Orchestre (33 tours) Pathé – 2C 066 - 15.564 (1975)
- Gilles Pellegrini son orchestre ses chanteurs (33 tours) Les Tréteaux – CD 192 (1975)
- Les Chanteurs et le Grand Orchestre de Claude Dauray (33 tours) Vygson – VYG 10138 (1975)
- Оркестр Поля Мориа : Она Опять Мне Приснилась (33 tours) Melodiya – С 60—14673-4 (1981)
- Paul Mauriat (CD) Andrew Records – ANDRCD37 (1994)
- Dave & Réjane (CD) Editions Atlas – FRA CD 014 (1996)
- Dear Garçon & Karen Cheryl (CD) Les Productions Riche Lieu – RIC2-9990 (1999)
- Willy Denzey & Karen Trecy (CD single) EMC Records (2) – M6I 1715.1 (2000)
- Patrick Bruel & Zazie (CD) BMG France – 74321835312 (2001)
- Djalil Aymar & Cécile Boutry (CD) Island Records – 586 693-2 (2001)
- Peter et Sloane (CD) Scorpio Music – SHT S0120-2 (2002)
- Didier Super Et Sa Discomobile (CD) Label Maison – LM 005 (2009)
- Fredo Le Mandrin (CD) Weton-Wesgram B.V. PF311C (2010)
- Viens faire un tour sous la pluie : Paul Mauriat (33 tours) Philips – FDX-250 (1976)
- Toi, et la musique : Daniel Janin, son orchestre, ses chanteurs (33 tours) Les Tréteaux – 6361 (1976)
- Faire un pont : Desperados (45 tours) Disques EPS – E 780109 (1978)
- Neige Sur la Rivière : Virginia Truckee (33 tours) Rockhouse Records – CA 641 67495 (1981)
- Maman n'aime pas ma musique : Tony Truant & The Fleshtones (45 tours) Archambault Musique, Poussinet 3140172 (2009)